# Impatiens puberula
Impatiens puberula är en balsaminväxtart som beskrevs av Dc. Impatiens puberula ingår i släktet balsaminer, och familjen balsaminväxter. Inga underarter finns listade i Catalogue of Life.